# بحيرة ميشيغان - هورون
بحيرة ميشيغان-هورون (المعروفة أيضًا باسم هورون-ميشيغان ) هي المسطح المائي الذي يجمع بين بحيرة ميشيغان وبحيرة هورون ، واللتين تنضمان عبر مضيق ماكيناك المفتوح الذي يبلغ عرضه 5 أميال (8.0 كم) وعمقه 295 قدمًا (90 مترًا) . تعد هورون وميشيغان بحيرة واحدة من الناحية الهيدرولوجية لأن تدفق المياه عبر المضائق يحافظ على مستويات المياه في حالة توازن عام. وعلى الرغم من أن التدفق يكون عمومًا باتجاه الشرق، إلا أن الماء يتحرك في أي اتجاه حسب الظروف المحلية. تُعد بحيرة ميشيغان-هورون مجتمعة أكبر بحيرة للمياه العذبة من حيث المساحة في العالم.